# カピリン
カピリン（英語:Capillin、化学式:C12H8O）は天然に存在する有機化合物である。ヨモギ類の種の精油などの抽出物に含まれており、1956年にカワラヨモギから単離された。

## 用途
カピリンは生理活性物質である。抗真菌性が強く、抗腫瘍作用がある可能性もある。また、細胞毒性活性を示し、特定のヒトの腫瘍細胞に対してアポトーシスを引き起こす可能性もあると報告されている。またその強い抗菌活性から、収穫後のモモをカピリンを主成分とするカワラヨモギ抽出物で処理することで、モモ灰星病菌に対する予防に応用できるとされる。